# Geelschouderkardinaal
De geelschouderkardinaal (Parkerthraustes humeralis) is een zangvogel uit de familie Thraupidae (Tangaren).

## Verspreiding en leefgebied
Deze soort komt voor van oostelijk Colombia tot noordelijk Bolivia en zuidwestelijk amazonisch Brazilië.